# 융안 (연호)
융안(隆安)은 중국 동진(東晉) 안제(安帝)의 첫 번째 연호이다. 397년에서 401년까지 5년 동안 사용하였다. 402년에 원흥(元興)으로 개원하였으나 3월에 원흥 연호를 폐지하고 융안 6년을 사용하였다가 곧 대형(大亨)으로 개원하였다. 405년에 안제가 복위한 후에 융안 6년을 비롯한 환현(桓玄)이 사용한 4개 연호가 폐지되고 402년부터 404년까지 원흥 연간으로 칭해졌다. 융안의 隆이 당(唐) 현종(玄宗) 이융기(李隆基)의 이름과 겹치기 때문에 일부 역사서는 숭안(崇安)이라고 고쳐서 기록하기도 하였다.
같은 시기에 사용된 다른 연호로는 후연(後燕)에서 사용한 영강(永康 : 396년 ~ 398년), 청룡(靑龍 : 398년), 건평(建平 : 398년), 장락(長樂 : 399년 ~ 401년), 광시(光始 : 401년 ~ 406년), 후진(後秦)에서 사용한 황초(皇初 : 394년 ~ 399년), 홍시(弘始 : 399년 ~ 416년), 서진(西秦)에서 사용한 태초(太初 : 388년 ~ 400년), 후량(後凉)에서 사용한 용비(龍飛 : 396년 ~ 399년), 함녕(咸寧 : 399년 ~ 401년), 신정(神鼎 : 401년 ~ 403년), 북량(北凉)에서 사용한 신새(神璽 : 397년 ~ 399년), 천새(天璽 : 399년 ~ 401년), 영안(永安 : 401년 ~ 412년), 남량(南凉)에서 사용한 태초(太初 : 397년 ~ 399년), 건화(建和 : 400년 ~ 402년), 남연(南燕)에서 사용한 건평(建平 : 400년 ~ 405년), 서량(西凉)에서 사용한 경자(庚子 : 400년 ~ 404년), 북위(北魏)에서 사용한 황시(皇始 : 396년 ~ 398년), 천흥(天興 : 398년 ~ 404년)이 있다. 중국 이외의 다른 국가에서 사용한 연호로는 고구려(高句麗)에서 사용한 영락(永樂 : 391년 ~ 412년)이 있다.

## 개원
융안(隆安) 원년 1월 1일(397년 2월 13일)에 연호를 융안(隆安)으로 개원함.
원흥(元興) 원년 3월 4일(402년 4월 21일)에 연호를 다시 융안(隆安)으로 재개원함.

## 연대대조표
| 융안                | 원년            | 2년                                 | 3년                 | 4년             | 5년                 | 6년                 |
| 서력                | 397년           | 398년                               | 399년               | 400년           | 401년               | 402년               |
| 육십간지 (六十干支) | 정유(丁酉)      | 무술(戊戌)                          | 기해(己亥)          | 경자(庚子)      | 신축(辛丑)          | 임인(壬寅)          |
| 후연 (後燕)         | 영강(永康) 2년  | 3년 청룡(靑龍) 원년 건평(建平) 원년 | 장락(長樂) 원년     | 2년             | 3년 광시(光始) 원년 | 2년                 |
| 후진 (後秦)         | 황초(皇初) 4년  | 5년                                 | 6년 홍시(弘始) 원년 | 2년             | 3년                 | 4년                 |
| 서진 (西秦)         | 태초(太初) 10년 | 11년                                | 12년                | 13년            | -                   | -                   |
| 후량 (後凉)         | 용비(龍飛) 2년  | 3년                                 | 4년 함녕(咸寧) 원년 | 2년             | 3년 신정(神鼎) 원년 |                     |
| 북량 (北凉)         | 신새(神璽) 원년 | 2년                                 | 3년 천새(天璽) 원년 | 2년             | 3년 영안(永安) 원년 | 2년                 |
| 남량 (南凉)         | 태초(太初) 원년 | 2년                                 | 3년                 | 건화(建和) 원년 | 2년                 | 3년 홍창(弘昌) 원년 |
| 남연 (南燕)         | -               | -                                   | -                   | 건평(建平) 원년 | 2년                 | 3년                 |
| 서량 (西凉)         | -               | -                                   | -                   | 경자(庚子) 원년 | 2년                 | 3년                 |
| 북위 (北魏)         | 황시(皇始) 2년  | 3년 천흥(天興) 원년                 | 2년                 | 3년             | 4년                 | 5년                 |
| 고구려 (高句麗)     | 영락(永樂) 7년  | 8년                                 | 9년                 | 10년            | 11년                | 12년                |

## 삭일(1일)
| 융안 원년 (397년) | 1월             | 2월             | 3월             | 4월             | 5월             | 6월             | 7월             | 8월             | 9월             | 10월            | 11월            | 12월            |                 |
| ----------------- | --------------- | --------------- | --------------- | --------------- | --------------- | --------------- | --------------- | --------------- | --------------- | --------------- | --------------- | --------------- | --------------- |
| 삭일(음력)        | 기해일 (己亥日) | 기사일 (己巳日) | 기해일 (己亥日) | 무진일 (戊辰日) | 무술일 (戊戌日) | 정묘일 (丁卯日) | 정유일 (丁酉日) | 병인일 (丙寅日) | 병신일 (丙申日) | 을축일 (乙丑日) | 을미일 (乙未日) | 갑자일 (甲子日) |                 |
| 율리우스력        | 397년 2월 13일  | 3월 15일        | 4월 14일        | 5월 13일        | 6월 12일        | 7월 11일        | 8월 10일        | 9월 8일         | 10월 8일        | 11월 6일        | 12월 6일        | 398년 1월 4일   |                 |
| 융안 2년 (398년)  | 1월             | 2월             | 3월             | 4월             | 5월             | 6월             | 7월             | 8월             | 9월             | 10월            | 11월            | 윤11월          | 12월            |
| 삭일(음력)        | 갑오일 (甲午日) | 계해일 (癸亥日) | 계사일 (癸巳日) | 임술일 (壬戌日) | 임진일 (壬辰日) | 신유일 (辛酉日) | 신묘일 (辛卯日) | 신유일 (辛酉日) | 경인일 (庚寅日) | 경신일 (庚申日) | 기축일 (己丑日) | 기미일 (己未日) | 무자일 (戊子日) |
| 율리우스력        | 398년 2월 3일   | 3월 4일         | 4월 3일         | 5월 2일         | 6월 1일         | 6월 30일        | 7월 30일        | 8월 29일        | 9월 27일        | 10월 27일       | 11월 25일       | 12월 25일       | 399년 1월 23일  |
| 융안 3년 (399년)  | 1월             | 2월             | 3월             | 4월             | 5월             | 6월             | 7월             | 8월             | 9월             | 10월            | 11월            | 12월            |                 |
| 삭일(음력)        | 무오일 (戊午日) | 정해일 (丁亥日) | 정사일 (丁巳日) | 병술일 (丙戌日) | 병진일 (丙辰日) | 을유일 (乙酉日) | 을묘일 (乙卯日) | 갑신일 (甲申日) | 갑인일 (甲寅日) | 갑신일 (甲申日) | 계축일 (癸丑日) | 계미일 (癸未日) |                 |
| 율리우스력        | 399년 2월 22일  | 3월 23일        | 4월 22일        | 5월 21일        | 6월 20일        | 7월 19일        | 8월 18일        | 9월 16일        | 10월 16일       | 11월 15일       | 12월 14일       | 400년 1월 13일  |                 |
| 융안 4년 (400년)  | 1월             | 2월             | 3월             | 4월             | 5월             | 6월             | 7월             | 8월             | 9월             | 10월            | 11월            | 12월            |                 |
| 삭일(음력)        | 임자일 (壬子日) | 임오일 (壬午日) | 신해일 (辛亥日) | 신사일 (辛巳日) | 경술일 (庚戌日) | 경진일 (庚辰日) | 기유일 (己酉日) | 기묘일 (己卯日) | 무신일 (戊申日) | 무인일 (戊寅日) | 정미일 (丁未日) | 정축일 (丁丑日) |                 |
| 율리우스력        | 400년 2월 11일  | 3월 12일        | 4월 10일        | 5월 10일        | 6월 8일         | 7월 8일         | 8월 6일         | 9월 5일         | 10월 4일        | 11월 3일        | 12월 2일        | 401년 1월 1일   |                 |
| 융안 5년 (401년)  | 1월             | 2월             | 3월             | 4월             | 5월             | 6월             | 7월             | 8월             | 윤8월           | 9월             | 10월            | 11월            | 12월            |
| 삭일(음력)        | 병오일 (丙午日) | 병자일 (丙子日) | 병오일 (丙午日) | 을해일 (乙亥日) | 을사일 (乙巳日) | 갑술일 (甲戌日) | 갑진일 (甲辰日) | 계유일 (癸酉日) | 계묘일 (癸卯日) | 임신일 (壬申日) | 임인일 (壬寅日) | 신미일 (辛未日) | 신축일 (辛丑日) |
| 율리우스력        | 401년 1월 30일  | 3월 1일         | 3월 31일        | 4월 29일        | 5월 29일        | 6월 27일        | 7월 27일        | 8월 25일        | 9월 24일        | 10월 23일       | 11월 22일       | 12월 21일       | 402년 1월 20일  |
| 융안 6년 (402년)  | 1월             | 2월             | 3월             | 4월             | 5월             | 6월             | 7월             | 8월             | 9월             | 10월            | 11월            | 12월            |                 |
| 삭일(음력)        | 경오일 (庚午日) | 경자일 (庚子日) | 기사일 (己巳日) | 기해일 (己亥日) | 무진일 (戊辰日) | 무술일 (戊戌日) | 무진일 (戊辰日) | 정유일 (丁酉日) | 정묘일 (丁卯日) | 병신일 (丙申日) | 병인일 (丙寅日) | 을미일 (乙未日) |                 |
| 율리우스력        | 402년 2월 18일  | 3월 20일        | 4월 18일        | 5월 18일        | 6월 16일        | 7월 16일        | 8월 15일        | 9월 13일        | 10월 13일       | 11월 11일       | 12월 11일       | 403년 1월 9일   |                 |

## 같이 보기
- 중국의 연호